# 麗齒獸亞目
麗齒獸亞目（学名：Gorgonopsia）又譯蛇髮女妖獸亞目，是合弓綱獸孔目的一個亞目。雖然合弓綱最初被認為是爬行動物的一個亞綱。在近年的親緣分支分類法上，合弓綱包括其後代哺乳類。麗齒獸亞目的屬名意為「蛇髮女妖面孔」，以希臘神話的蛇髮女妖為名。

## 特徵
麗齒獸類通常被認為是一類似哺乳爬行動物，但因為許多類似哺乳類的特徵，只有少數類似爬行動物的特徵，牠們更常被認為是類似爬行動物的哺乳類。
麗齒獸類屬於獸孔目中較特化的獸齒類。麗齒獸類是二疊紀晚期的最大型肉食性動物之一。目前已知最大型的屬是狼蜥獸（Inostrancevia），身長接近4.5公尺，頭骨有45公分長，刀刃狀的牙齒有12公分長，應該是肉食性的演化結果。目前仍不確定麗齒獸類是否擁有皮毛、鱗片、或皮膚。
麗齒獸類的類似哺乳類特徵包括：
- 特化的牙齒形狀（異型齒）。
- 完全發展的顳顬孔。
- 直立的後肢。
- 具有耳骨。

## 演化史
麗齒獸類、犬齒獸類、以及犬齒獸類的哺乳類後代，都屬於獸孔目中的獸齒類。麗齒獸類是二疊紀中期的獸孔類動物演化而來。早期麗齒獸類的體型不大於狗。二疊紀中期的優勢動物恐頭獸類的滅亡，使麗齒獸類在二疊紀晚期成為優勢掠食動物。在二疊紀晚期，許多麗齒獸類發展到大型狗或牛的大小，有些演化到犀牛的大小，例如最大型的麗齒獸類狼蜥獸（Inostrancevia）。麗齒獸類在二疊紀-三疊紀滅絕事件時滅亡，是唯一在二疊紀末期滅絕事件滅亡的獸齒類演化支。

## 分類
麗齒獸亞目是獸齒類的三個主要演化支之一，另兩個是獸頭亞目與犬齒獸亞目。獸齒類與植食性的二齒獸類有接近親緣關係。麗齒獸類通常包括三個亞科：麗齒獸亞科、狼蜥獸亞科、鲁比奇兽亞科，還有許多未分類到以上三個亞科的屬。其中最著名的是麗齒獸、狼蜥獸、鲁比奇兽（Rubidgea）。
目前最廣泛的麗齒獸類研究是由Denise Sigogneau-Russell在1989年所寫。然而，到目前還沒有詳細的親緣分支分類法研究。
- 麗齒獸亞目 Gorgonopsia
  - 麗齒獸科 Gorgonopsidae
    - 貓龍獸屬 Aelurosaurus
    - 狐龍獸屬 Aloposaurus
    - 熊頜獸屬 Arctognathus
    - 熊面獸屬 Arctops
    - Broomisaurus
    - Cerdorhinus
    - Cynariops
    - 犬龍獸屬 Cyonosaurus
    - Eriphostoma

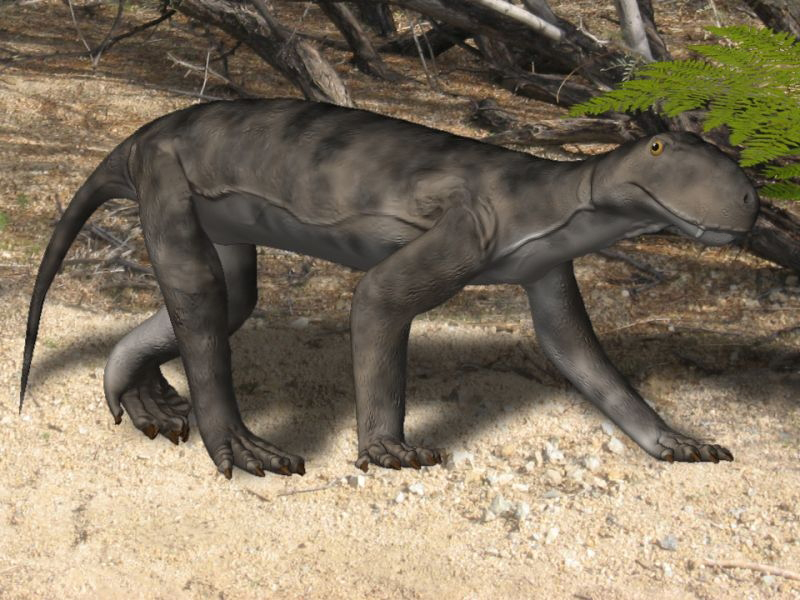
雷塞獸

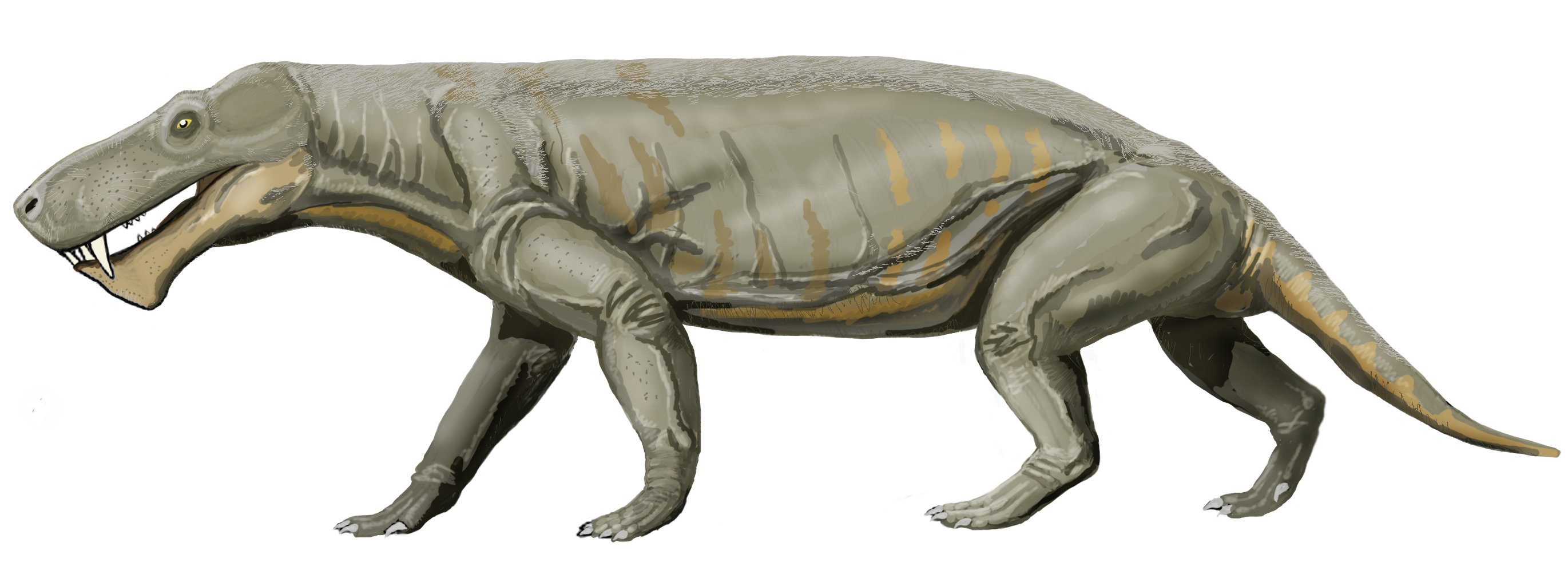
麗齒獸

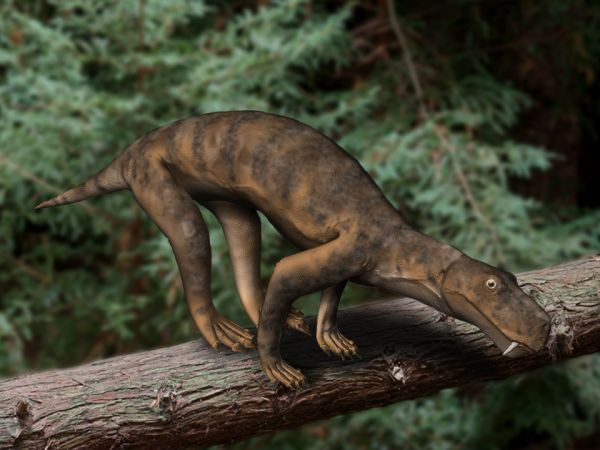
熊面獸

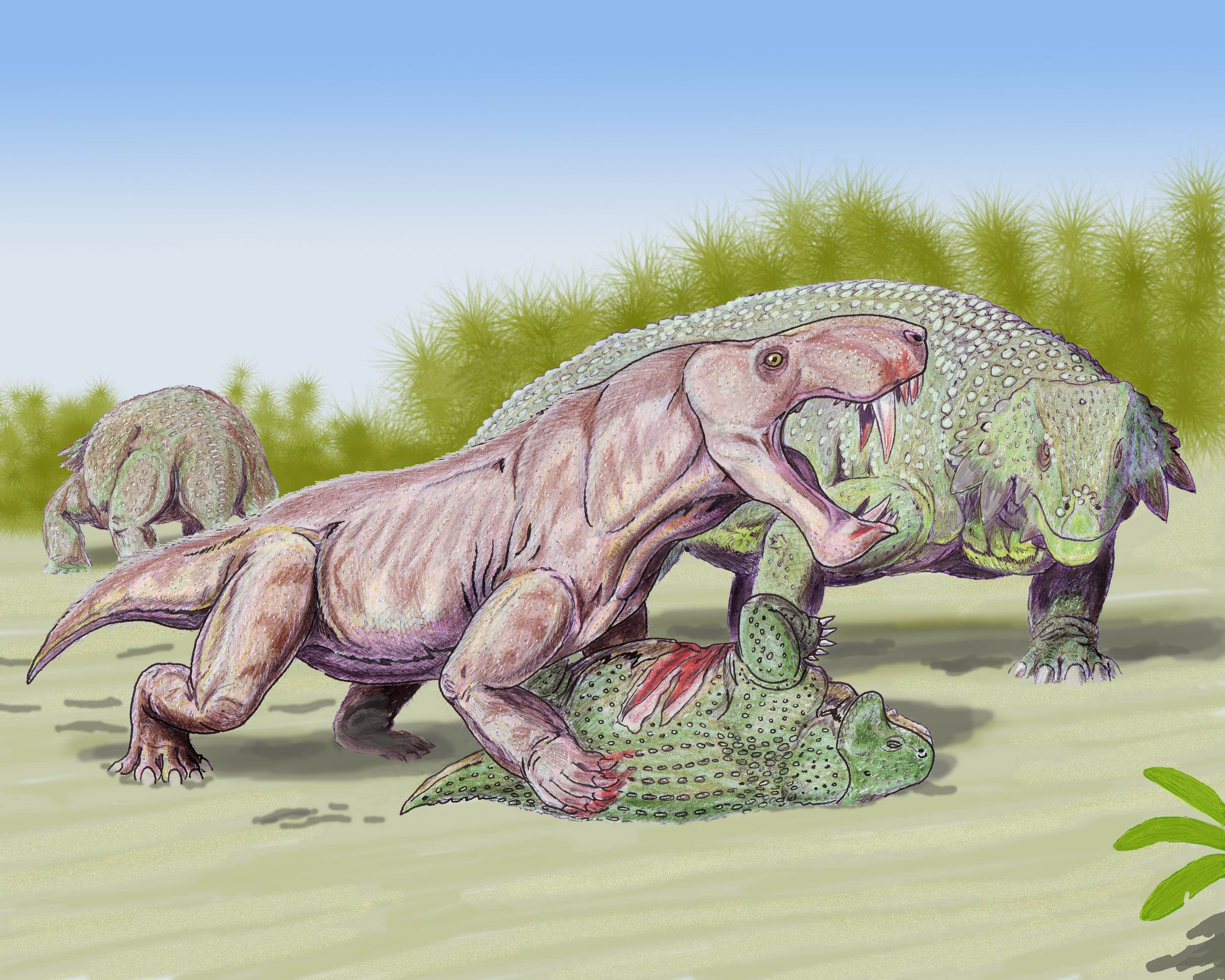
狼蜥獸

      - 始熊面獸屬 Eoarctops(异名)
      - 鼩鱷獸屬 Galesuchus(异名)

    - 卡玛蛇发女妖兽属 Kamagorgon
    - 雷塞獸屬 Lycaenops
    - "Njalila"
    - Nochnitsa
    - Paragalerhinus
    - Smilesaurus
    - 萨特丽齿兽属 Suchogorgon
    - 维拉特丽齿兽属 Viatkogorgon
    - "Gorgonops" dixeyi
    - 麗齒獸亞科 Gorgonopsinae
      - 麗齒獸屬 Gorgonops
      - 蜥熊獸屬 Sauroctonus
      - Scylacops

    - 狼蜥獸亞科 Inostranceviinae
      - Pravoslavleria
      - 狼蜥獸屬 Inostrancevia

    - 鲁比奇兽亚科 Rubidgeinae
      - 貓頜獸屬 Aelurognathus
        - 獅頭獸屬 Leontocephalus(异名)

      - Ruhuhucerberus
      - Sycosaurus
      - Smilesaurus
      - 鲁比奇兽族 Rubidgeini
        - Clelandina
        - 恐蛇髮女妖獸屬 Dinogorgon
        - Leontosaurus
        - 鲁比奇兽属 Rubidgea
          - 布魯姆頭獸屬 Broomicephalus(异名)